# The Ghost of Tom Joad (canción)
«The Ghost of Tom Joad» (en español: «El fantasma de Tom Joad») es una canción y sencillo de Bruce Springsteen. Es la canción que le da el nombre a su undécimo álbum, The Ghost of Tom Joad, y el sencillo se lanzó el 21 de noviembre de 1995. El personaje Tom Joad, de la novela clásica de John Steinbeck The Grapes of Wrath, es mencionado en el título y a lo largo de la letra. Originalmente grabada como una calmada canción folk, «The Ghost of Tom Joad» fue versionada, en una manera bastante más ruidosa y dura, por Rage Against the Machine. El mismo Springsteen ha tocado la canción con diferentes arreglos, incluyendo con E Street Band y con el propio Tom Morello, de Rage Against the Machine.

## Versión original
Además de inspirarse en la novela The Grapes of Wrath, la canción también bebe de "The Ballad of Tom Joad" de Woody Guthrie, que en su parte estaba inspirada en la película de John Ford The Grapes of Wrath (Las viñas de la ira, Viñas de ira o Las uvas de la ira). En efecto, Springsteen había leído la novela, escuchado la canción y visto la película antes de escribir "The Ghost of Tom Joad". 
Springsteen se sentía identificado con el activismo social de los años 30, e intentó dar voz a los invisibles y a los ignorados, a los indigentes y a las personas que no tenían derecho a voto. Sin embargo, al igual que el resto del álbum, "The Ghost of Tom Joad" tiene lugar en la primera mitad de los años 1990.
El tercer verso es el más relacionado con The Grapes of Wrath, ya que se trata del famoso discurso de Tom Joad "Wherever there's a..." ("Donde quiera que haya un/a...").

### Contenido
1. «The Ghost of Tom Joad»

## Versión de Rage Against The Machine
La canción fue versionada por la banda de rap metal Rage Against the Machine el 25 de noviembre de 1998.
Esta versión está en el estilo típico de la banda, con rapeos agresivos (y con mucho eco) y sección instrumental pesada y lenta. Fue un modesto éxito comercial, a fines de 1998 alcanzó el número 35 en la lista Mainstream Rock Tracks y el número 34 en la lista Modern Rock Tracks.

### Contenido
1. «The Ghost of Tom Joad»
2. «Vietnow» (en vivo)
3. «The Ghost of Tom Joad» (en vivo)

## Otras versiones
La banda sueca Junip versionó la canción en su Black Refuge EP de 2005.
Nickelback ha tocado "The Ghost of Tom Joad" varias veces en actuaciones en vivo, con arreglos similares a la versión de RATM. En efecto, han introducido la canción como una de Rage, y la tocan a modo de tributo para la ya disuelta banda.
También hizo su propia versión el grupo Rise Against y está incluida en su recopilatorio Long Forgotten Songs.
También la regrabó el propio Bruce Springsteen con la E Street Band y Tom Morello en una versión rock para el álbum High Hopes de 2014.